# Baioneta AK
A baioneta AK para fuzis da série Kalashnikov foi fabricada em inúmeras variantes e versões nacionais. A distribuição dessas baionetas é conhecida mundialmente. Na Rússia, as baionetas eram feitas principalmente pela Tulski Orusheiny Zavod e a Izhmash. A baioneta AK é considerada um projeto revolucionário e influenciou vários desenhos posteriores de baioneta. As baionetas AK posteriores podem ser usadas tanto como facas de combate quanto como facas de sobrevivência.

## Variante 6Ch2
A baioneta com o índice GRAU 6Ch2 (em russo:  6Х2, também conhecida como M-47 ou M-1947) é uma baioneta de projeto soviético fabricada pela Izhmash (Arsenal de Izhevsk) por volta de 1955-1960. Um precursor dessa baioneta foi a baioneta M1940 usada no SVT-40 e a baioneta M1945 no SKS-45. A baioneta tem características da baioneta sueca M1914 e um anel receptor traseiro descontínuo com um retém para fixação em fuzis da série Kalashnikov. A bainha é feita da maneira mais simples, usando a tecnologia de estampagem de chapa. Com base nessa variante, as baionetas também foram fabricadas na Bulgária, China, Alemanha Oriental, Indonésia, Coréia do Norte e Polônia e usadas em mais de 55 países.

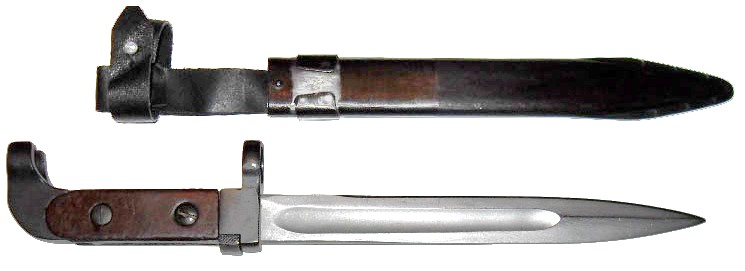
Variante 6Ch2.
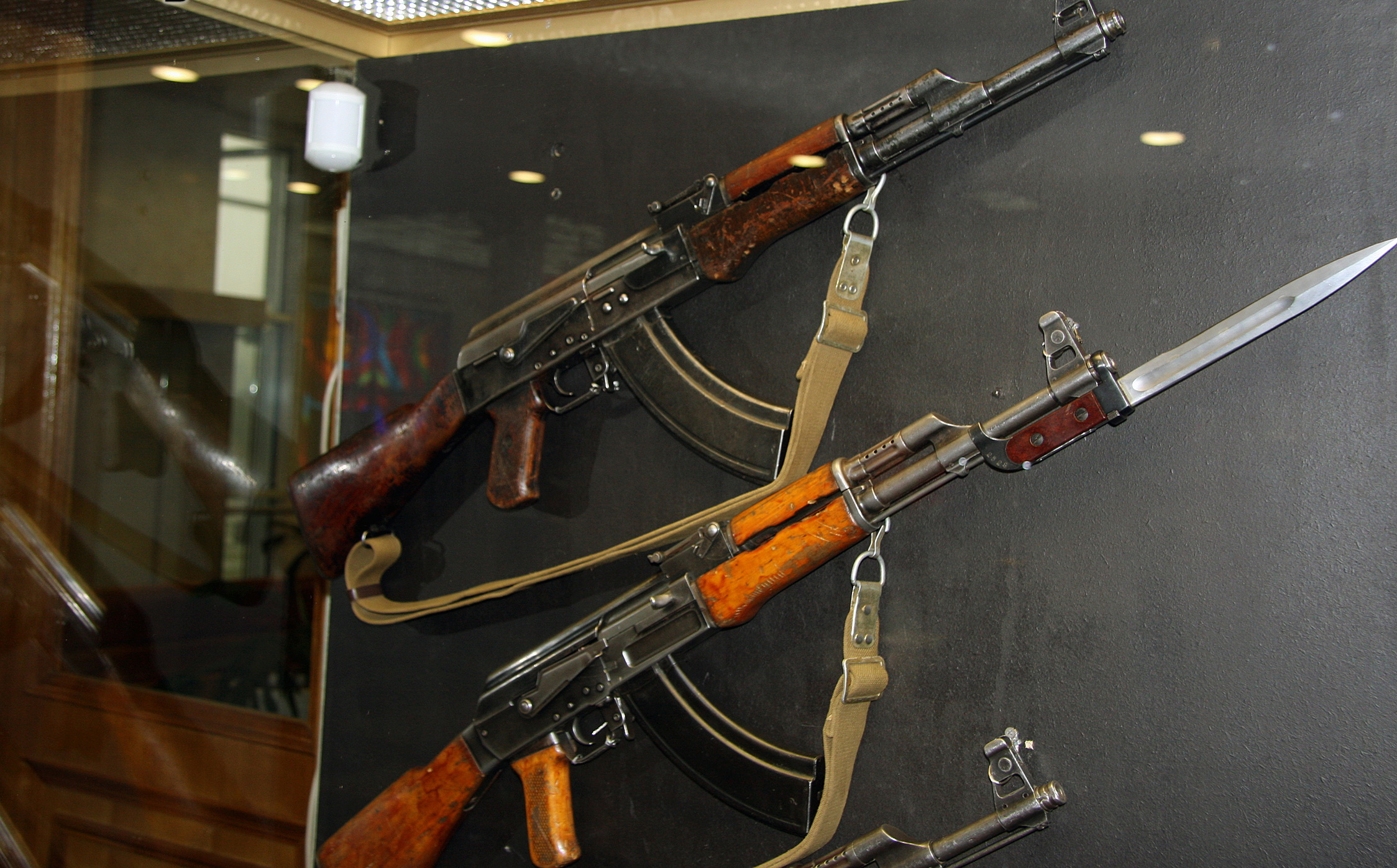
Baioneta 6Ch2 fixada em um AK-47.

## Variante 6Ch3
A baioneta com o índice GRAU 6Ch3 (em russo:  6x3, também conhecida como M-59 ou M-1959) é uma baioneta desenvolvida na União Soviética. A 6Ch3 entrou em serviço com o AKM em 1959 e foi baseado em um projeto de 1956 de uma faca de nadador de combate por R. Todorov. A forma da lâmina deste projeto foi adotada quase inalterada para a baioneta e combinada com um novo cabo. Na época, a 6Ch3 representou um passo radical. No passado, as baionetas eram tradicionalmente armas de estocada comparativamente longas que dificilmente poderiam ser usadas para outros fins. A 6Ch3, por outro lado, era uma baioneta, faca de combate e ferramenta multifuncional. A possibilidade de usar a baioneta como cortador de arame foi uma grande inovação, assim como a grosa. A 6Ch3 influenciou vários outros desenhos de baionetas e facas de combate em todo o mundo (por exemplo, a Ontario Mark 3 ou a B 2000). Ironicamente, a Marinha dos EUA também usou o Ontario Mark 3 para nadadores de combate, propósito para o qual o projeto original de Todorov foi planejado. A baioneta foi fabricada em 10 países e é distribuída em mais de 55 países.

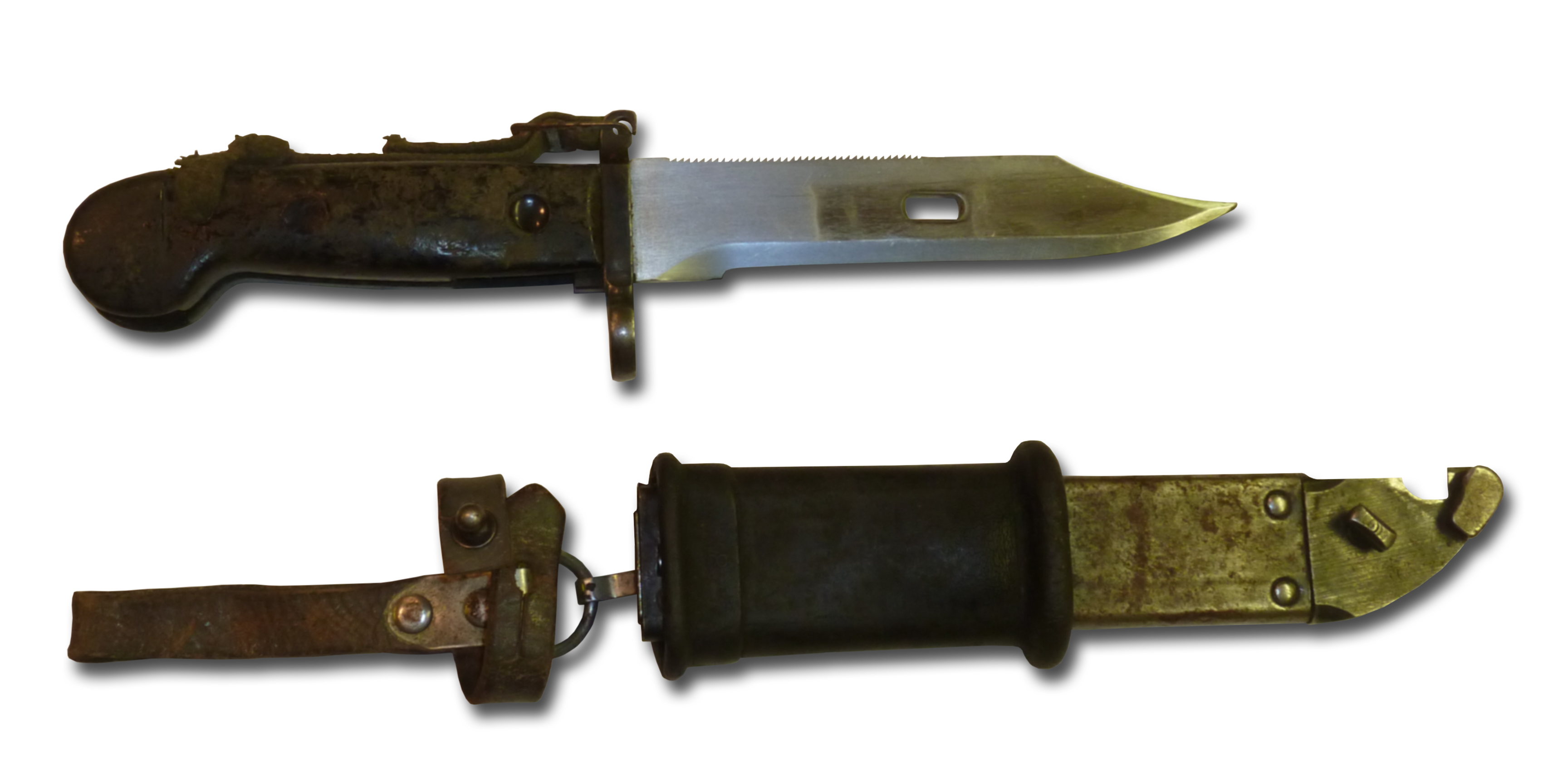
6Ch3.
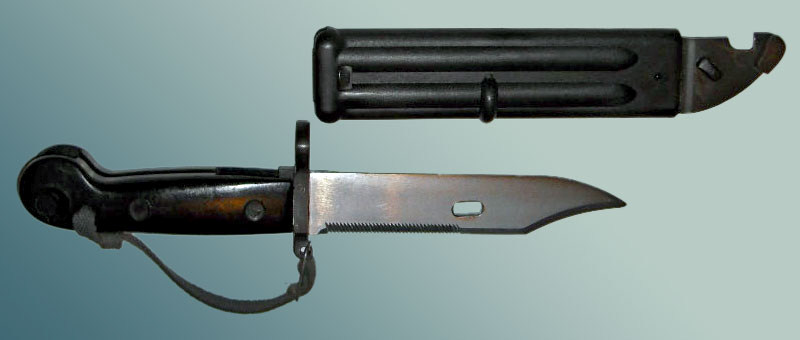
6Ch3 (com bainha posterior).
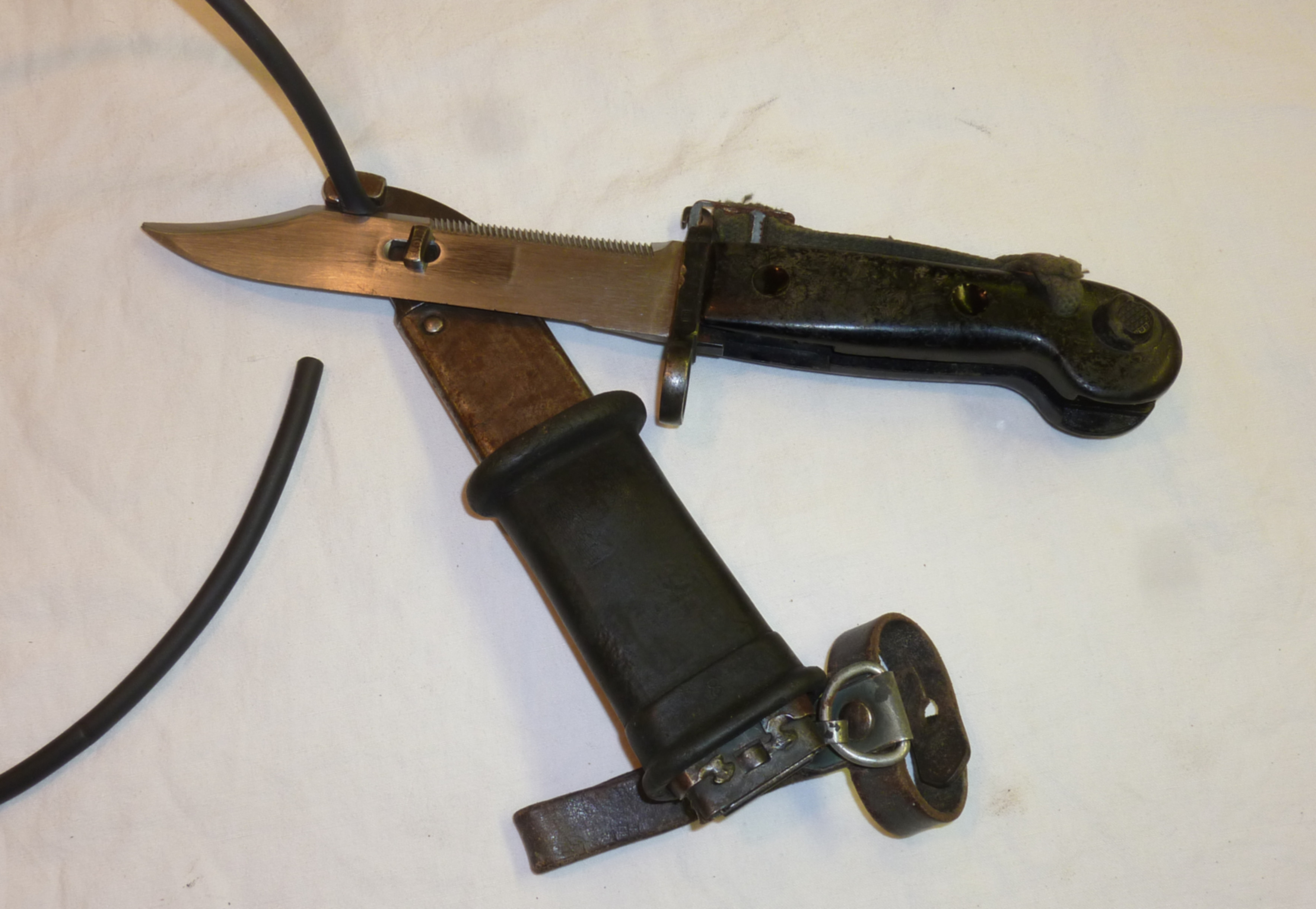
Uso como cortador de arame.

## Variante 6Ch4

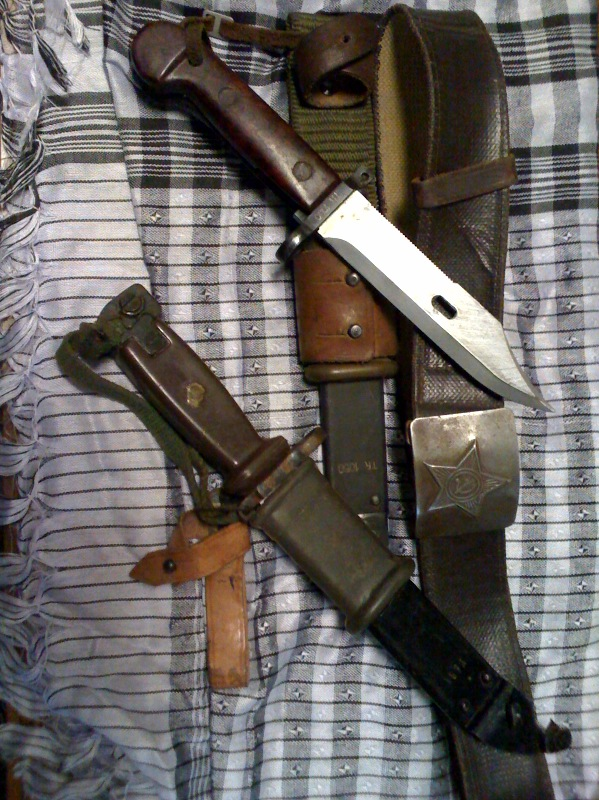
Troféus soviéticos comprados no Afeganistão: baioneta modelo 6Ch3 (em cima) e modelo 6Ch4.

A baioneta com o índice GRAU 6Ch4 (em russo:  6Х4) é uma baioneta desenvolvida na União Soviética. É usada principalmente com os Kalashnikovs AK-47, AKM e AK-74. Ela substituiu sua antecessora 6Ch3.

### Descrição
A 6CH4 funciona como uma faca de combate, serra e cortador de arame. A forma da lâmina é idêntica à 6Ch3.
A 6Ch4 tem uma lâmina de pique com uma retificação plana de um lado. O dorso da lâmina também é chanfrada de um lado e tem dentes de serra de um lado em pouco mais da metade do comprimento. Aproximadamente na extremidade frontal da serra, a lâmina possui uma ranhura no meio que pode ser inserida na contraparte da bainha. A cruzeta é formada como um anel na parte inferior, que pode ser empurrado sobre a boca do cano. Na outra extremidade termina em um gancho no qual o retém da alça é enganchada. A empunhadura é de plástico, o pomo, ao contrário da 6Ch3, é de metal.

### Missão
No século XX, é usado apenas ocasionalmente pelas  forças armadas russas. A 6Ch4 foi distribuída em todo o mundo e foi usada em vários conflitos. Réplicas licenciadas foram feitas pela Alemanha Oriental, Egito, Bulgária, Iraque, Irã, China, Polônia, Romênia e Iugoslávia. A baioneta foi usada no Exército Nacional Popular alemão (Nationale Volksarmee, NVA), bem como mais tarde no Bundeswehr. Foi assim que foram criadas versões que podem ser acopladas ao fuzil G36 em trabalhos particulares. A versão polonesa da baioneta não possui grosa.

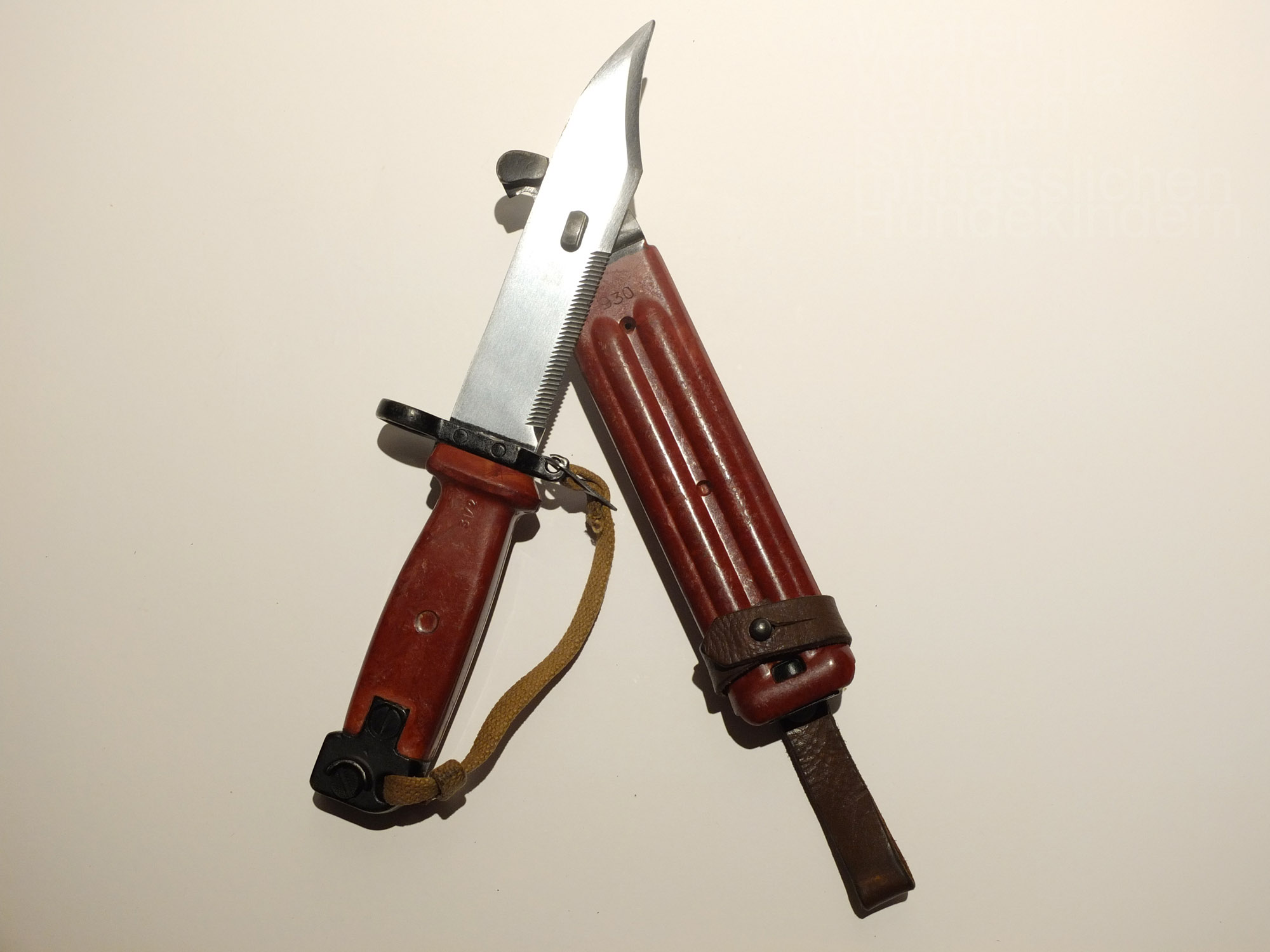
Baioneta 6Ch4 do fuzil de assalto AKM em uso como cortador de arame.
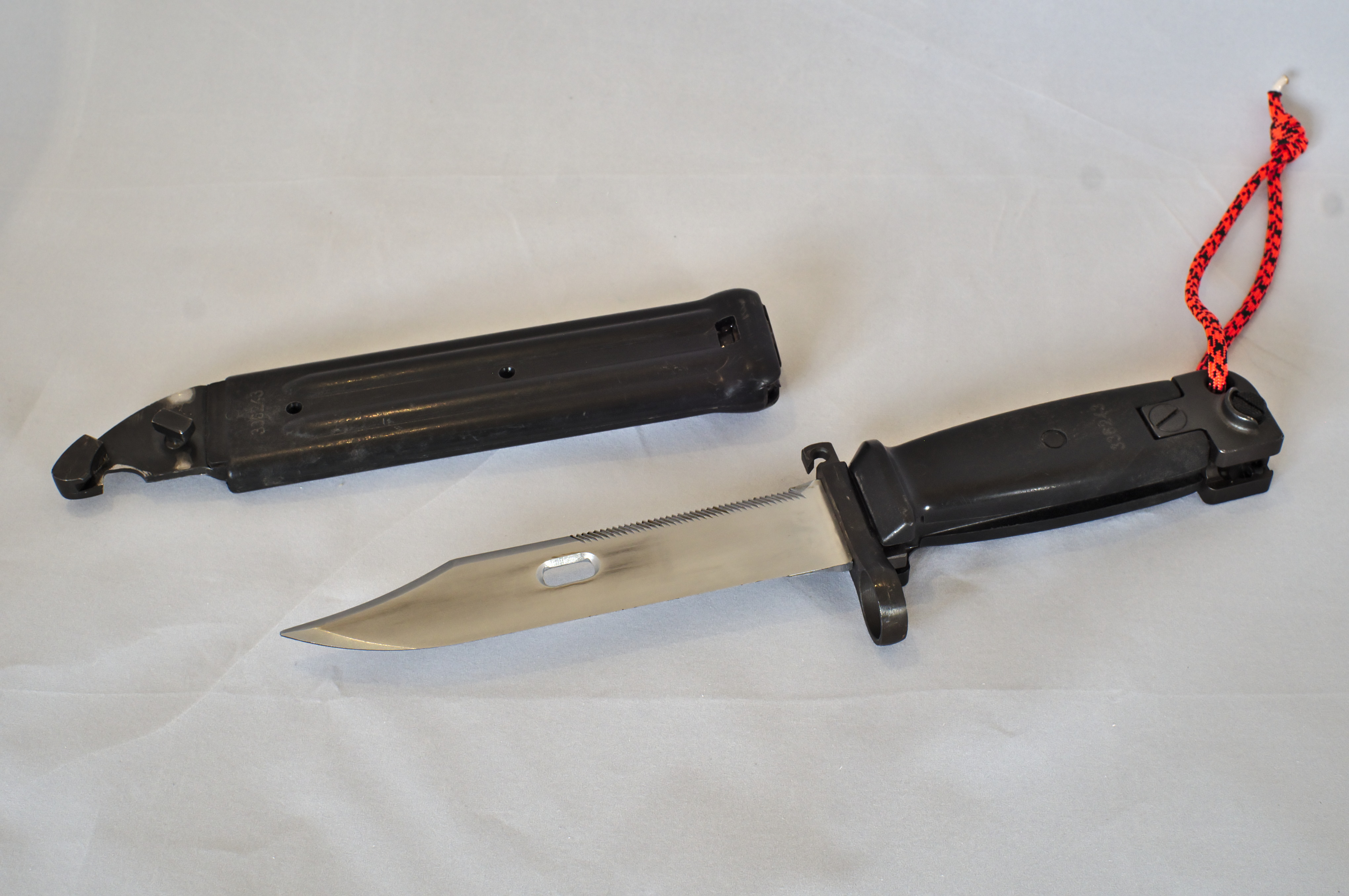
6Ch4.
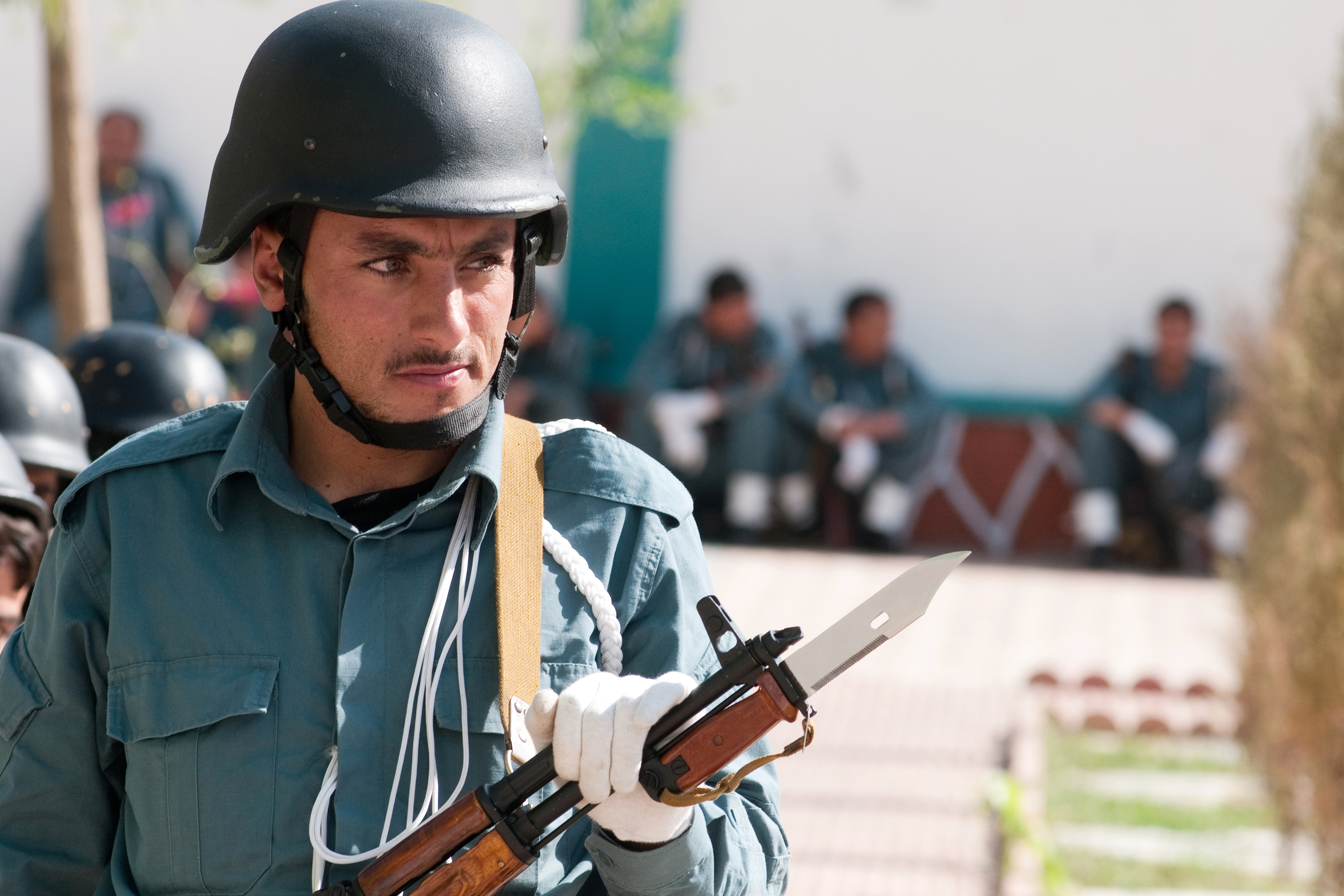
Policial afegão com baioneta 6Ch4.
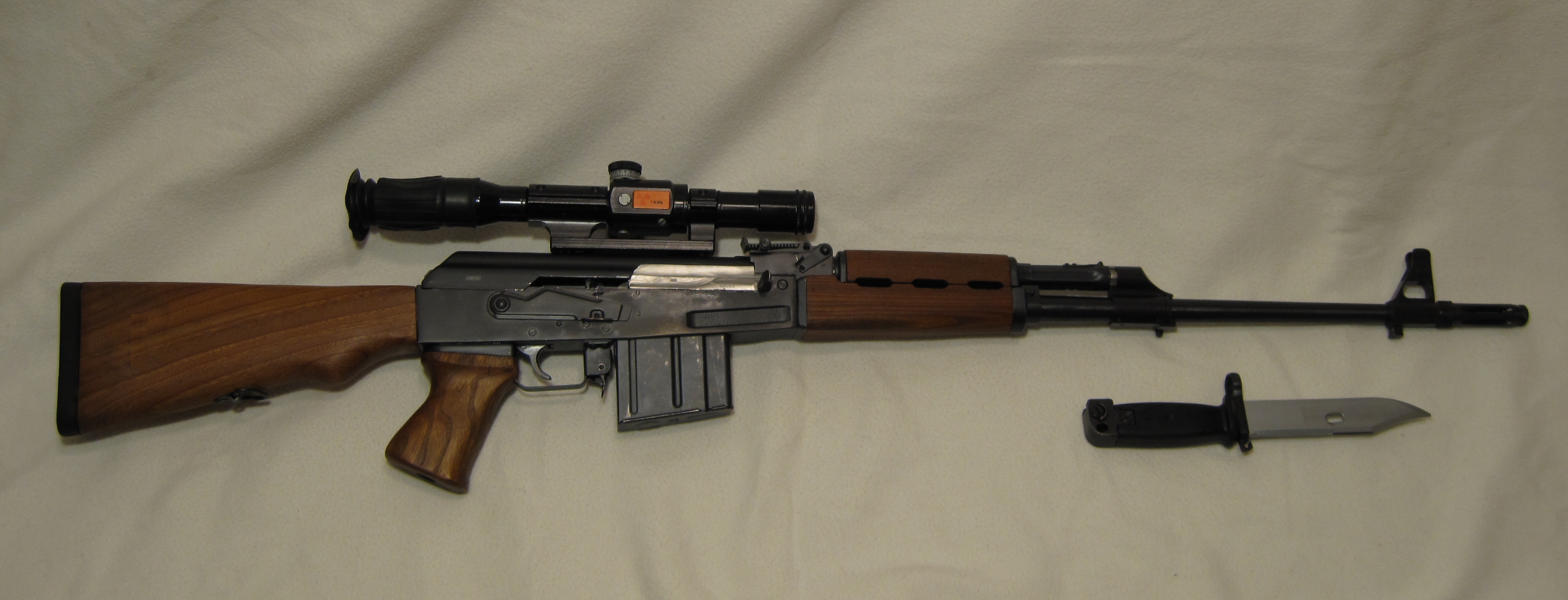
Fuzil sniper Zastava M76 com a baioneta 6Ch4.

## Variante 6Ch5
A 6Ch5 é a última variante das baionetas AK. Foi desenvolvida para o AK-74. A lâmina agora tem formato de adaga e recebeu uma nova seção transversal. A alça é feita de plástico e possui contas de aderência. O reforço de metal no pomo pode ser omitido por meio de processos de fabricação aprimorados e outros plásticos. Graças à forma de aderência aprimorada, a alça de aderência pode ser omitida. A bainha da 6Ch4 foi mantida inalterada.

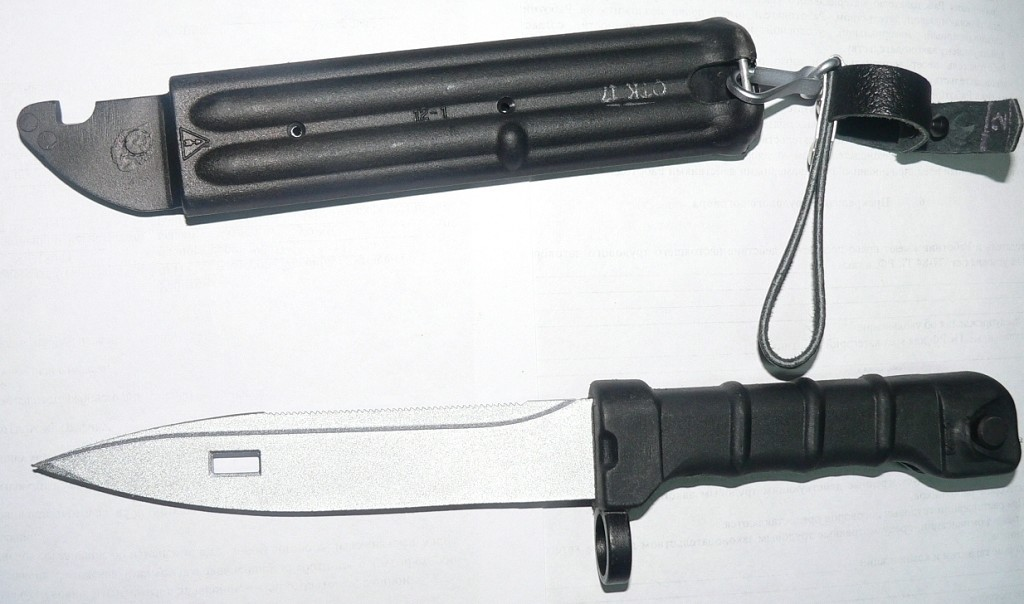
6Ch5.
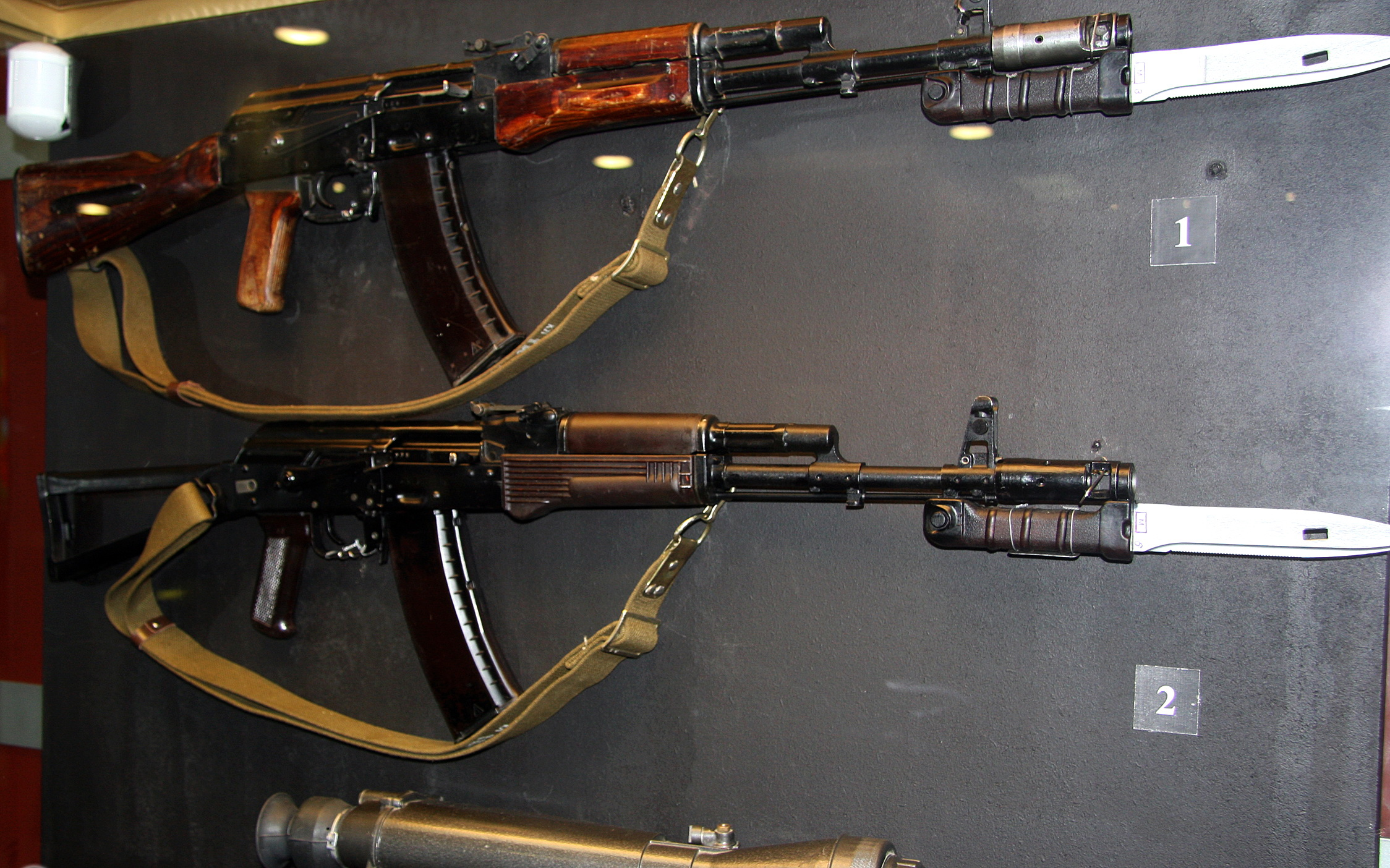
Baionetas 6Ch5.
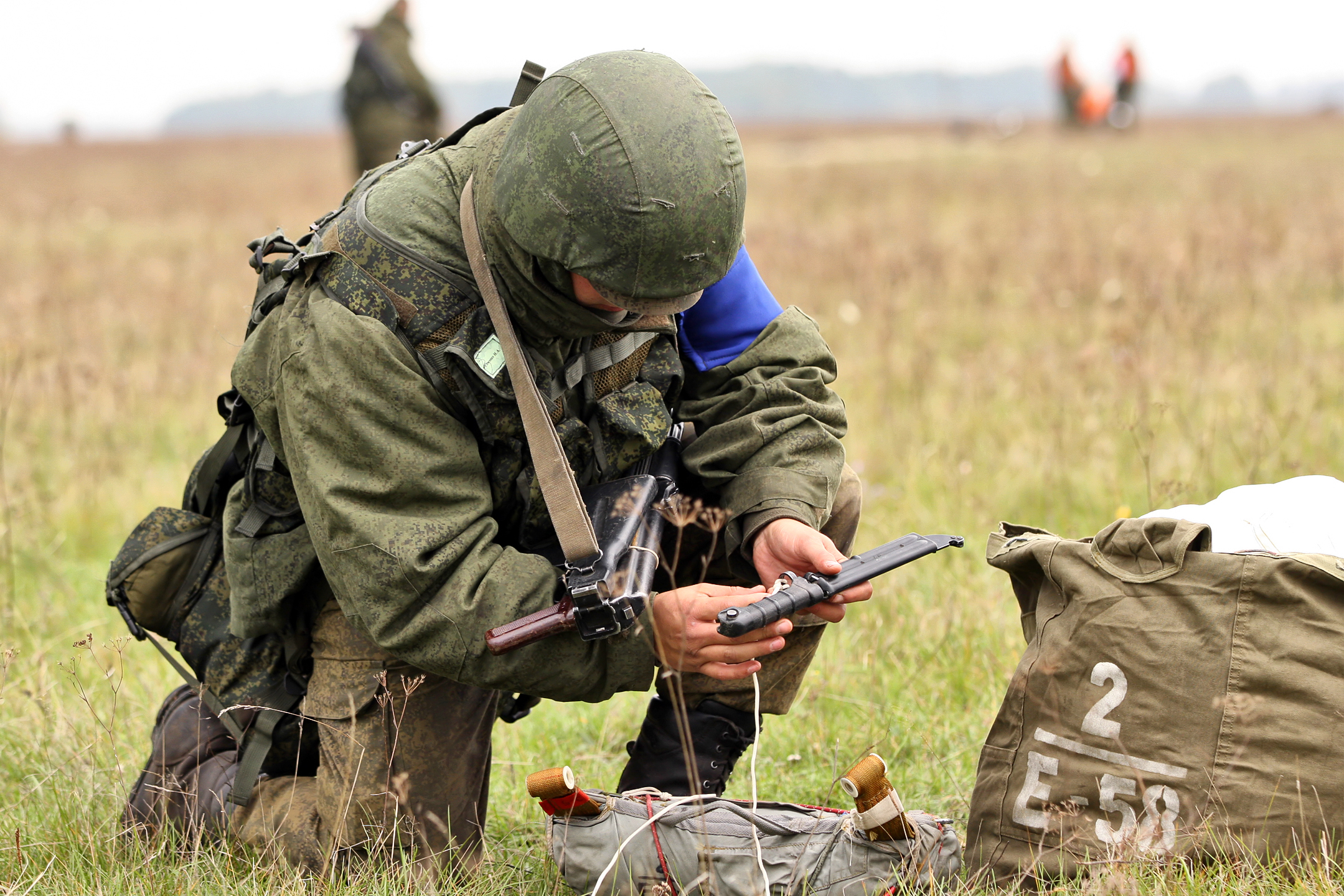
Pára-quedista russo com 6Ch5.

## Usa nas Forças Armadas Alemãs
A Faca de Combate 87 (Kampfmesser 87, KM 87) é um desenvolvimento independente da RDA. A baioneta do MPi AK-47 serviu de base. Durante a construção, a ênfase foi colocada na integração de vários elementos das facas de sobrevivência. A KM 87 possui uma empunhadura oca e ergonômica com uma tampa de rosca, que continha a chamada cápsula de sobrevivência. A lâmina tem um transferidor gravado de um lado e uma régua do outro. Foi utilizada desde 1988 no 40º Regimento de Assalto Aéreo.
Durante a dissolução do NVA, o Bundeswehr herdou grandes estoques da baioneta AK. Estes foram usados como base para a Faca de Combate Avançado (nomeada em inglês como Advanced Combat Knife, ACK).

## Diferentes versões de países
São conhecidas várias versões de baionetas AK, que também foram produzidas em diferentes países para cópias de fuzis AK. Abaixo está uma visão geral:

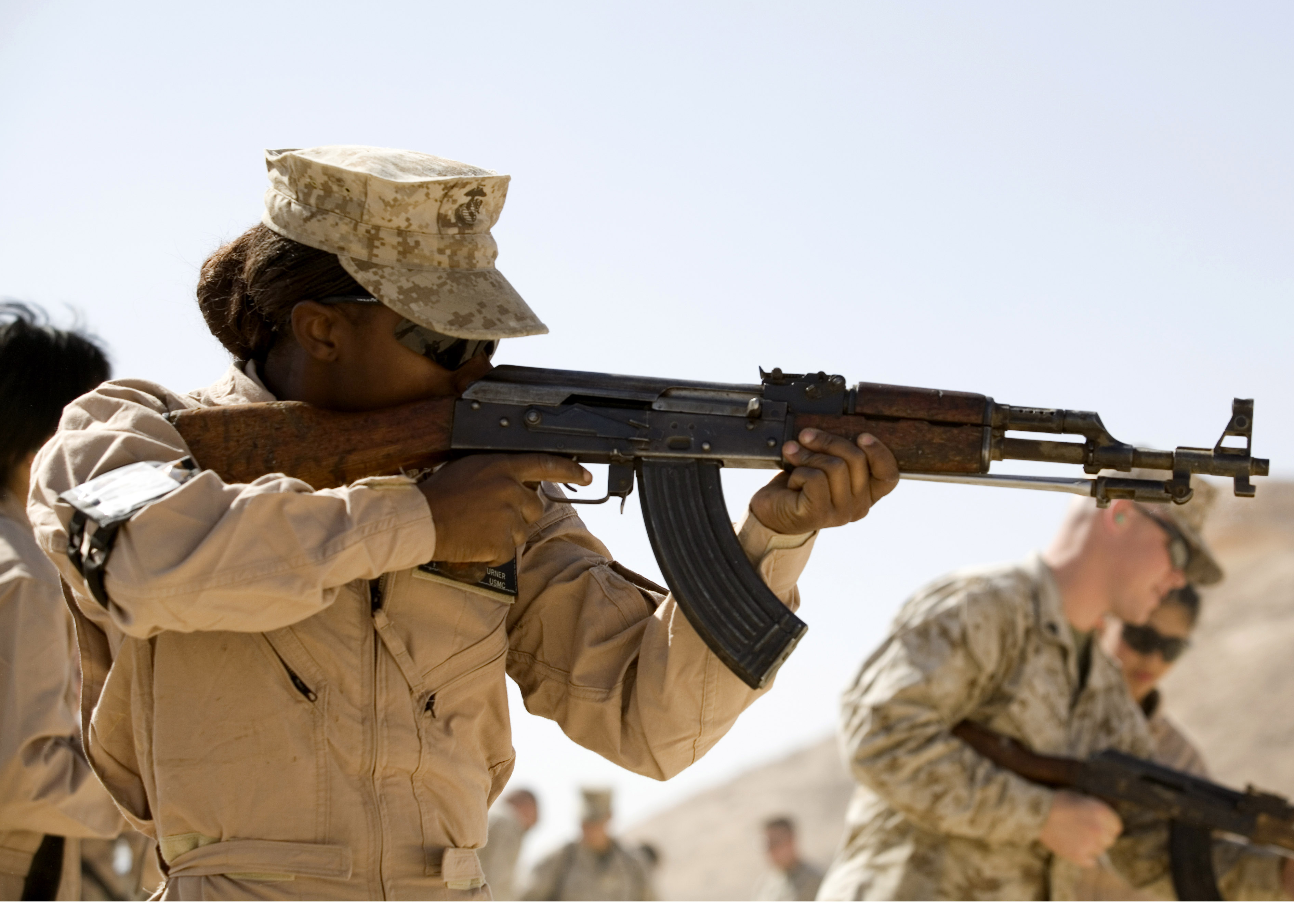
Fuzileira naval americana disparando um Tipo 56 no Iraque.
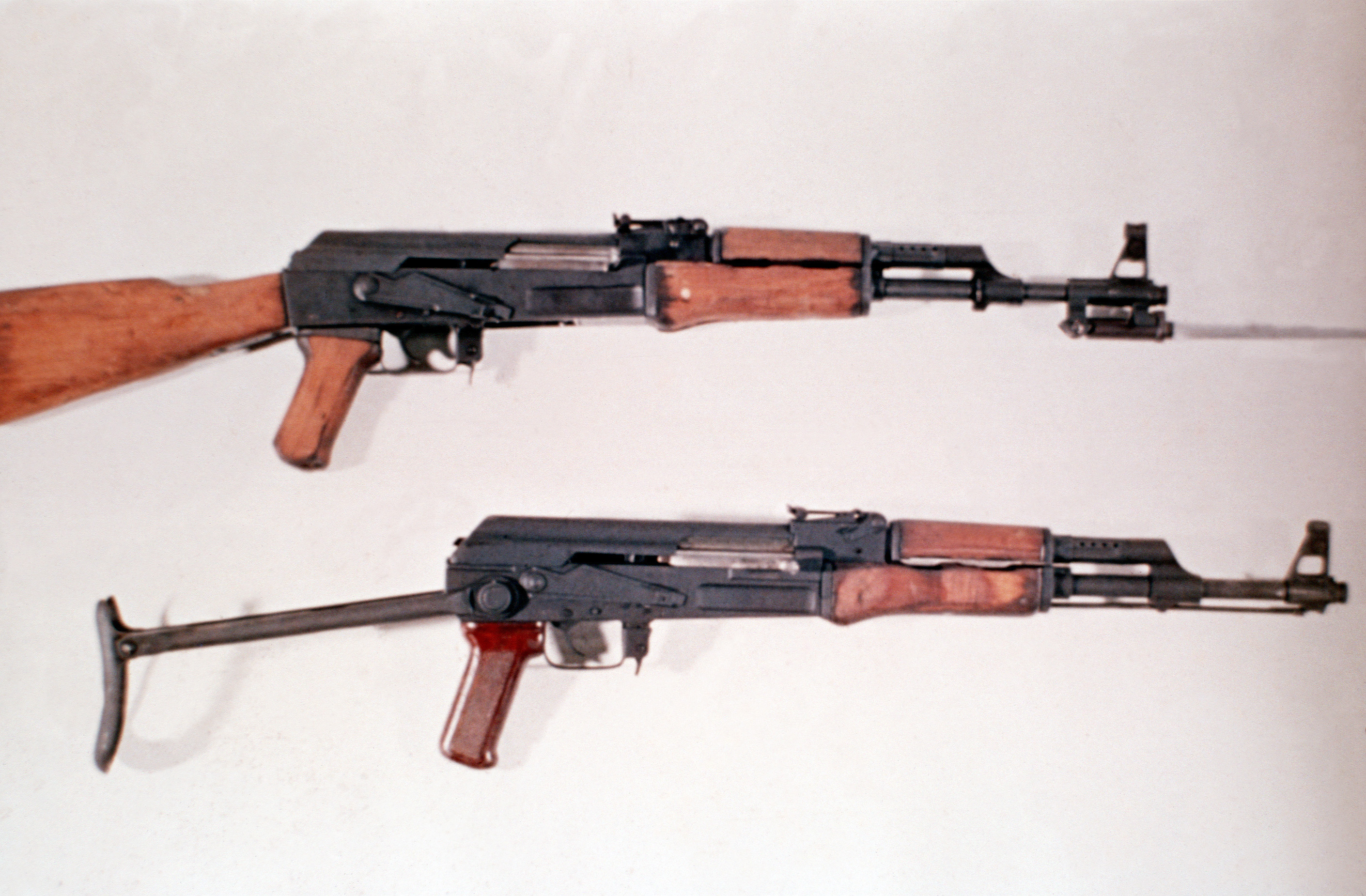
Baioneta dobrável chinesa (desdobrada) e Tipo 56 (fuzil de assalto).
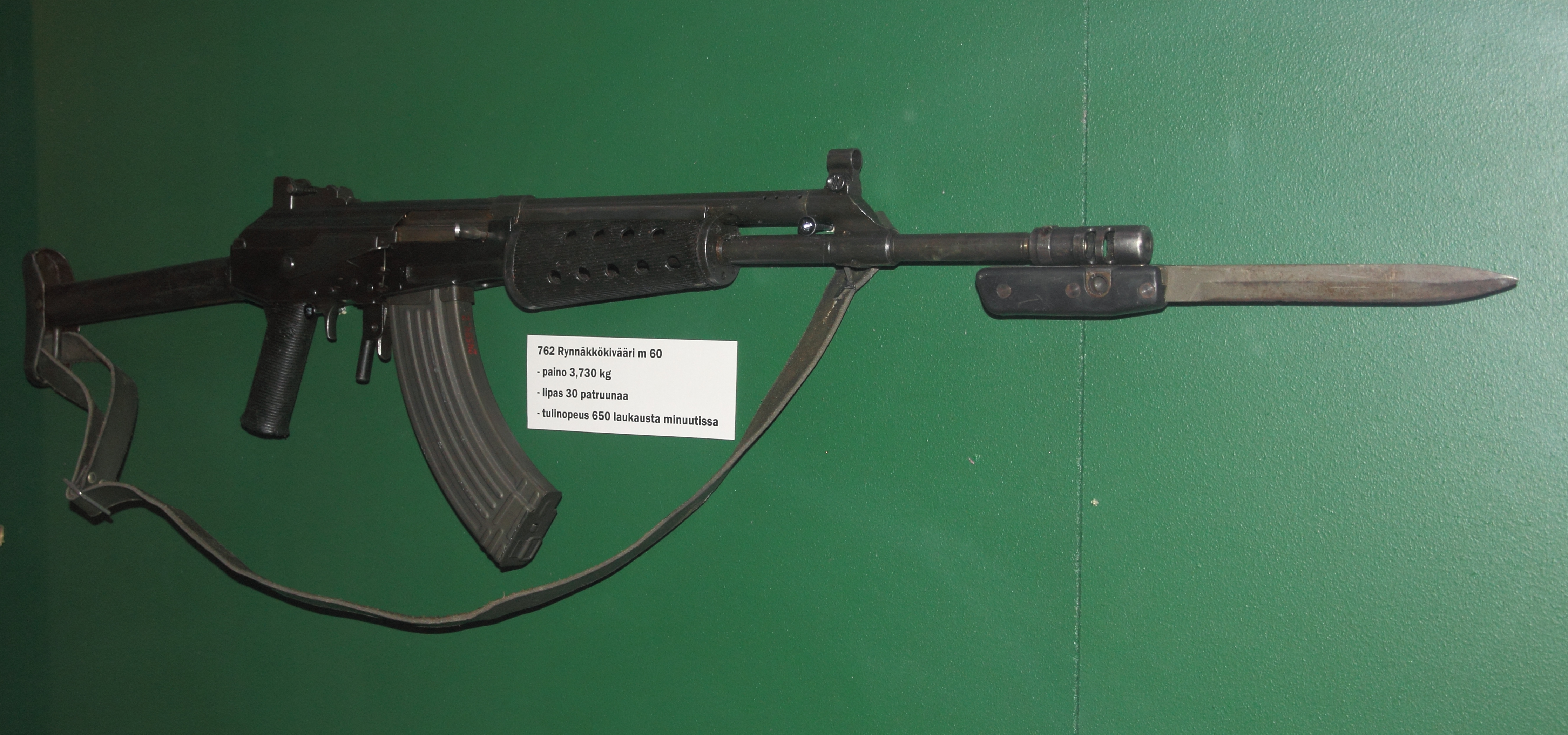
Baioneta finlandesa M1962 e Valmet RK 62.
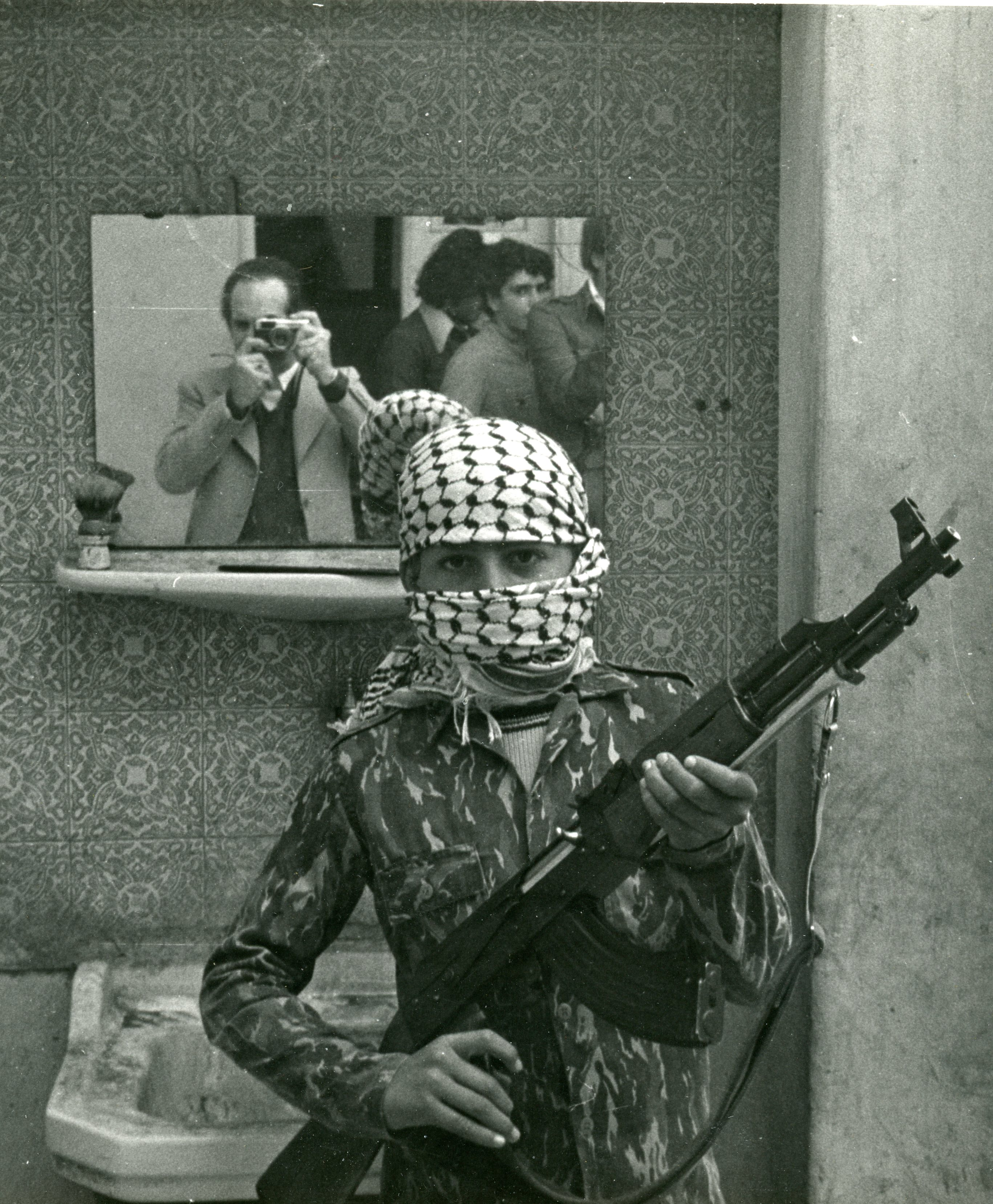
Guerrilheiro com um Tipo 56 e baioneta dobrada.

## Baioneta de Treinamento Wzór 85
Para os militares poloneses, a baioneta de treinamento Wzór 85 (também wz. 85) foi introduzida em 1985. A lâmina de plástico pode saltar do cabo, tem uma tampa protetora e pode ser travada no cabo. A empunhadura é baseada na variante de baioneta AK 6Ch4. As baionetas foram fabricadas em Radom pela Fabryka Broni "Łucznik" Radom por volta de 1985-1988.

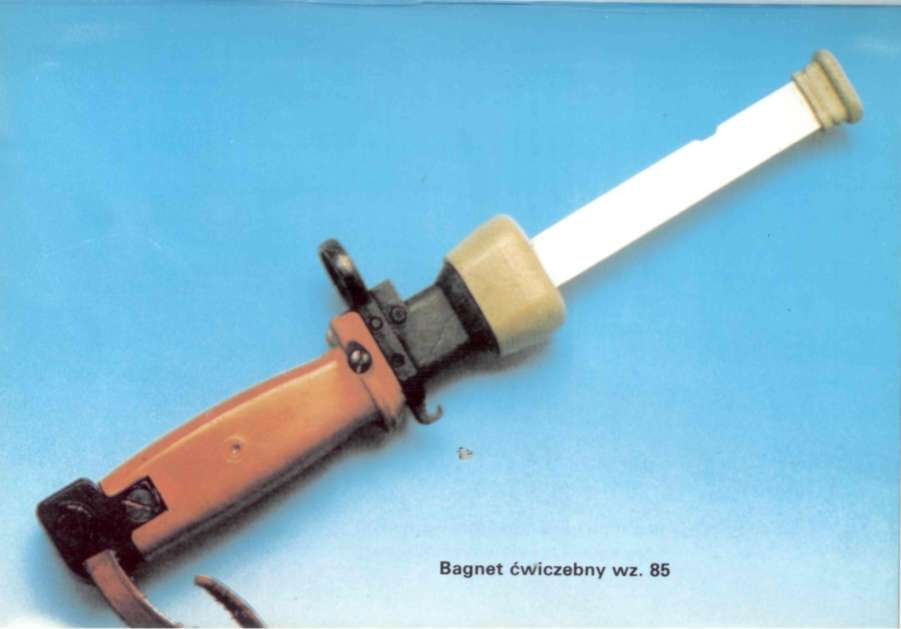
Baioneta de treinamento Wzór 85.

A bandeira do Moçambique com baioneta AK.

## Recepção
A baioneta AK faz parte do simbolismo da bandeira do Moçambique. Além do jogo de cores, a bandeira inclui a imagem de um fuzil Kalashnikov com uma baioneta fixada ao cano e cruzado a uma enxada, sobrepostos a um livro aberto.